# Albuca decipiens
Albuca decipiens är en sparrisväxtart som beskrevs av U.Müll.-doblies. Albuca decipiens ingår i släktet Albuca och familjen sparrisväxter. Inga underarter finns listade i Catalogue of Life.